# مرسيليا (فلم 2016)
مرسيليا. (بالفرنسية: Marseille)، هو فيلم كوميدي اجتماعي فرنسي، تأليف وإخراج كاد ميراد، سيناريو Patrick Bosso وكاد مرادو جوديث الزين.
الفيلم اُخرج في 2016 وشارك في اختتام المهرجان الدولي التاسع عشر للأفلام الكوميديا آلب دو أويز.

## نبذة مختصرة
باولو، الذي ترك مرسيليا مغادرا إلى كندا، بعد الدراما، يتحتم عليه الرجوع بعد 25 عاما عندما شقيقه يوسف، أخبره أن والدهما وقعت له حادثة. إذا لم يتريت هنيهة على الرجوع، باولو بعدها يخبره أن مدينة مرسيليا ليست التي يعتقد ...

## روابط خارجية
- مقالات تستعمل روابط فنية بلا صلة مع ويكي بيانات